# Virginia Auber Noya
Virginia Felicia Auber de Noya va néixer a la Corunya l'any 1825 i va morir a Madrid l'any 1897. És una escriptora del Romanticisme espanyol.

## Biografia
Virginia Felicia Auber era filla de Pedro Alejandro Auber (d'origen francès i nacionalitzat espanyol) i de Walda de Noya, gallega. El seu pare era catedràtic i l'any 1833 va ocupar una càtedra a la Universitat de l'Havana, raó per la qual la família va residir a Cuba fins a 1893 i també per la condició de catedràtic del seu pare, Virginia va rebre, malgrat la seva condició de dona, una acurada educació humanista.
Va ser una escriptora precoç (amb 18 anys ja tenia llibres publicats) que a més va aconseguir prestigi i consideració en la seva època, arribant a tenir en propietat un teatre a l'Havana. A més de la seva faceta com a escriptora Virginia Felicia Auber també va exercir com a traductora en el Diario de La Habana, va realitzar col·laboracions en El Diario de la Marina (de l'Havana), signant els seus Fulletons dominicals sota el seu segon nom de Felicia; col·laboracions en la Revista Universal, de La Corunya; en El Correo de la Moda i Los Niños, de Madrid; i en La Madre de Familia, de Granada. També va ser col·laboradora del periòdic quinzenal fundat per Gertrudis Gómez de Avellaneda “Album de lo bueno y lo bello”, proporcionant dos articles al mes.

## Obra
Es pot dir que Virginia Felicia Auber és una típica escriptora del Romanticisme espanyol, ja que va seguir els tòpics tan referits a l'argument com a les formes de la novel·la històrica romàntica. Entre les seves obres destaquem:
- Entretenimientos literarios, narracions breus, l'Havana: Govern de Cuba, 1843;[2]
- Una historia bajo los árboles. Novel·la;[2]
- Wilhermina;
- Un aria de Bellini, novel·la de 1843;[2]
- Leoncio;
- Un casamiento original, imprès en la Impremta del Govern de l'Havana entre 1843-1844;
- Una habanera, imprès en la Impremta del Govern de l'Havana en 1851;
- Otros tiempos, Impremta del Diario de la Marina, l'Havana 1856;
- El aguinaldo de Luisa Molina, imprès en Matanzas, 1856;
- Ambarina. Tom I: història domèstica cubana, imprès en la Impremta del Diari de la Marina, Les Havana, 1858;[5]
- Un amor misterioso. Episodi de la Revolució francesa en 1793;
- El castillo de la loca Teresa. Novel·la.[2]

Una obra seva que no s'ha esmentat fins ara va ser l'obra teatral: Una deuda de gratitud. Es tracta d'una comèdia en un acte d'enredos amorosos (en la qual el personatge femení de la criada és la que resol totes les malifetes dels altres protagonistes), escrita en prosa, que es va estrenar, en el teatre propietat de l'autora, el dia 28 de març de 1846 i es va publicar aquest mateix any en la Impremta del Govern, a l'Havana.